# Alea jacta est

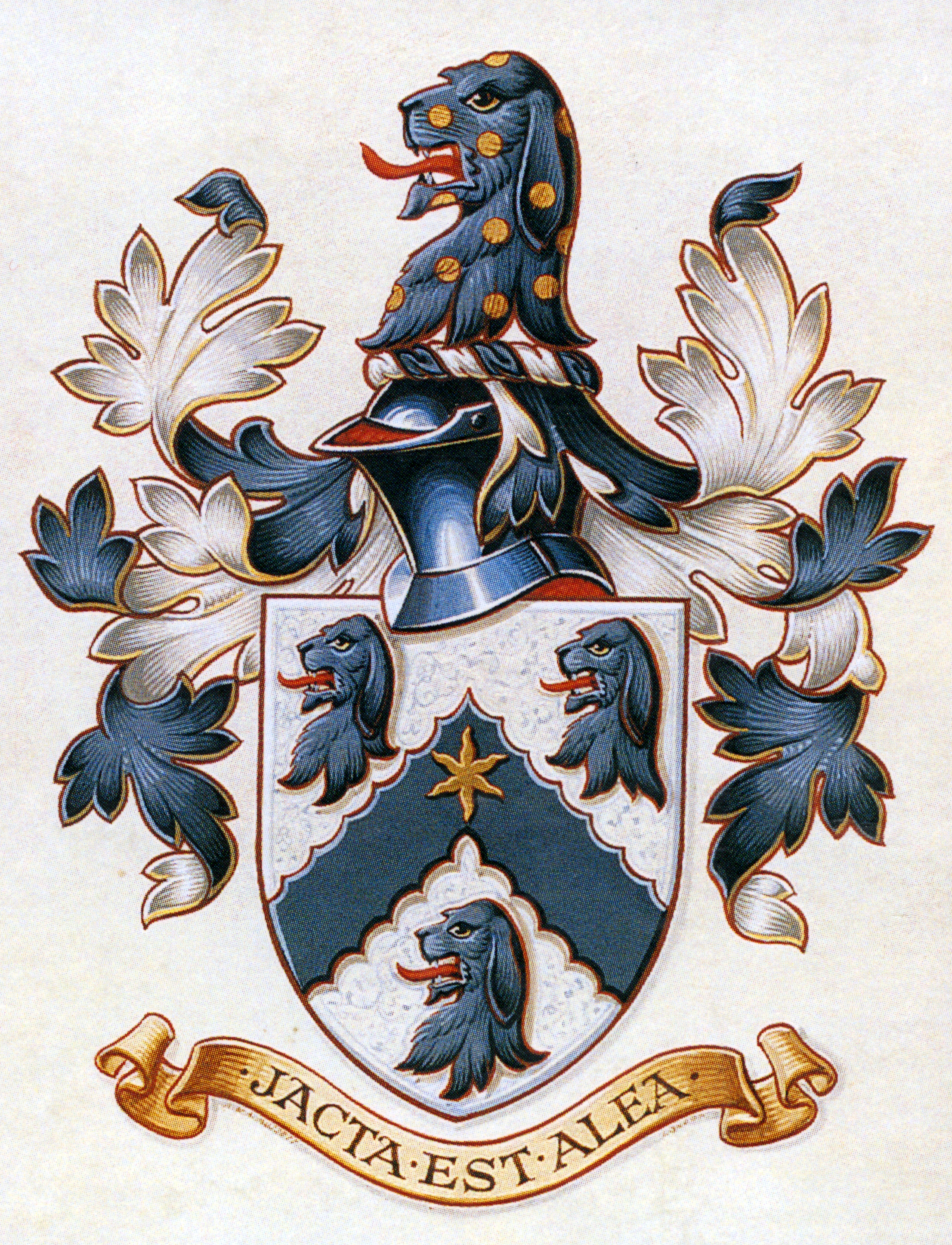
O lema da família Hall, de Shackerstone, Inglaterra, é jacta est alea

Alea jacta est (grafia medieval) ou alea iacta est (grafia clássica) significa, em português, "o dado foi lançado", mas traduzido comumente como "a sorte foi lançada". Frequente e erroneamente traduzido por "a sorte está lançada", iacta est é na verdade o perfeito passivo do indicativo de iaceo.
Na linguagem popular, é uma expressão utilizada quando os fatores determinantes de um resultado já foram realizados, restando apenas revelá-los ou descobri-los.
Foi a frase em latim supostamente proferida por Júlio César ao tomar a decisão de cruzar com suas legiões o rio Rubicão, que delimitava a divisa entre a Gália Cisalpina (Gália ao sul dos Alpes, que atualmente corresponde ao território do norte da península Itálica) e o território da Itália.
César é dito ter apropriado a frase de Menandro, seu escritor grego de comédias predileto; a frase aparece em Ἀρρηφόρος (transliterada para Arrephoros), como citada em Dipnosofistas (parágrafo oitavo).